# Alba Ventura
Pour les articles homonymes, voir Ventura.
Alba Ventura, née le  8 octobre 1970 à Avignon, est une journaliste française.

## Biographie
Née en 1970 à Avignon, Alba Ventura est la fille d'un facteur d'origine espagnole et d'une secrétaire d'origine italienne. 
Diplômée d'une maîtrise de communication à l'université d'Aix-Marseille, Alba Ventura commence sa carrière sur Radio Vitamine à Toulon.
En 1996, Alba Ventura rejoint RMC pour présenter les journaux de la matinale. Elle part ensuite pour Europe 1 aux postes de présentatrice et reporter pour le service informations générales, puis en 2000, intègre le service politique. De 2006 à 2008, elle retourne sur RMC. 
En août 2008, elle est nommée chef adjointe du service politique de RTL, puis à partir de juillet 2012, elle tient une chronique politique intitulée Les carnets d'Alba à 6 h 50. À la rentrée 2013, elle succède à Alain Duhamel pour l'édito politique du lundi au vendredi à 7 h 20.
De février 2015 à juin 2015, Alba Ventura est chroniqueuse dans l'émission Un soir à la tour Eiffel, présentée chaque mardi par Alessandra Sublet sur France 2.
Elle est chroniqueuse de la séquence Jusqu'ici c'était off, dans l'émission Zemmour et Naulleau, saison 2016-2017.
Le 26 août 2019, sur RTL, elle prend les commandes de l'interview politique de 7 h 45, qui s'ouvre désormais aux personnalités de la société civile.
Le 25 juin 2024, le journal Le Parisien annonce qu'elle quitte RTL après seize années passées sur la station et qu'elle rejoint la matinale de Tf1 présentée par Bruce Toussaint, Bonjour !. Dans son premier édito sur RTL de 6 h 45, elle est remplacée par Isabelle Saporta et dans celui de 7 h 20 par Étienne Gernelle.

### Vie privée
Elle est mariée au journaliste Laurent Bazin, avec qui elle a eu un fils,.

## Publication
- Alba Ventura et Laurent Bazin, Le bal des dézingueurs : ce que les politiques disent vraiment les micros fermés, Éditions Flammarion, 9 mars 2016, 359 p. (ISBN 2081367718 et 9782081367715)